# Selva de tierras bajas del Congo central
La selva de tierras bajas del Congo central o selva del Congo central es una ecorregión de la ecozona afrotropical, definida por WWF, situada en la República Democrática del Congo.
Forma, junto con la ecorregión de selva pantanosa del Congo oriental, la región denominada selva húmeda del centro de la cuenca del Congo, incluida en la lista Global 200.

## Descripción
Es una ecorregión de selva lluviosa que ocupa 414.800 kilómetros cuadrados en la zona central de la cuenca del Congo, al sur del río Congo. 

## Estado de conservación
Relativamente estable/Intacto.